# لیسیانا
لیسیانا (نام علمی: Lysiana) نام یک سرده از خانواده موخوره‌ایان است.